# Wilmar Cabrera
Wilmar Rubens Cabrera Sappa (Los Cerrillos, 31 de julho de 1959) é um ex-futebolista profissional uruguaio, que atuava como atacante.

## Carreira
Wilmar Cabrera fez parte do elenco da Seleção Uruguaia de Futebol da Copa do Mundo de 1986 